# Les cauchemars naissent la nuit
Les Cauchemars Naissent La Nuit, conosciuto anche col titolo Nightmares Come at Night, è un film del 1971 diretto da Jess Franco.

## Trama
Anna, una giovane ballerina di un nightclub, conosce Cinzia e instaurano una relazione. Trasferitasi a casa della nuova compagna, la danzatrice scopre di avere disturbi di parasonnie. Per cercare di guarire, contatta uno specialista ma la situazione precipita. La donna, infatti, commette un omicidio durante uno dei suoi attacchi da sonnambulismo.

## Produzione
Si tratta di uno dei primi film horror del cineasta spagnolo.
È una pellicola composta da due film incompiuti, sempre dello stesso regista.
La trama si ispira a Miss Muerte e sarà ripresa anche nel 1973 nel lungometraggio Los ojos siniestros del doctor Orloff.

## Distribuzione
Il film è stato considerato perduto per più di 30 anni. Fortunatamente, però, è stata scoperta una copia nel 2004 e ha ottenuto una distribuzione home video.